# قطعنامه ۱۵۹۶ شورای امنیت
قطعنامه ۱۵۹۶ شورای امنیت سازمان ملل متحد که در تاریخ ۱۸ آوریل ۲۰۰۵ تصویب شد، سندی بین‌المللی دربارهٔ اوضاع در مورد جمهوری دموکراتیک کنگو است. این قطعنامه طی نشست ۵۱۶۳ام با ۱۵ رای موافق، ۰ مخالف و ۰ ممتنع تصویب شد.